# Enon (Ohio)
Pour les articles homonymes, voir Enon.
Enon est un village américain situé dans le comté de Clark, dans l’Ohio. Selon le recensement de 2010, sa population est de 2 415 habitants.